# San Martino sulla Marrucina
San Martino sulla Marrucina es un municipio de 1.029 habitantes en la provincia de Chieti, en la región de los Abruzos (Italia).

## Evolución demográfica
| Gráfica de evolución demográfica de San Martino sulla Marrucina entre 1861 y 2001 |
|                                                                                   |
| Fuente ISTAT - elaboración gráfica de Wikipedia                                   |

- Datos: Q51286
- Multimedia: San Martino sulla Marrucina / Q51286

1. ↑  Worldpostalcodes.org, código postal n.º 66010.
2. ↑  «Codici Catastali». Comuni-italiani.it (en italiano). Consultado el 29 de abril de 2017.